# Momuy
Momuy é uma comuna francesa na região administrativa da Nova Aquitânia, no departamento Landes. Estende-se por uma área de 13,31 km². Em 2010 a comuna tinha 473 habitantes (densidade: 35,5 hab./km²).